# سد تبلوط

سد تبلوط هو سد مائي يقع بين بلديتي تاكسنة وجيملة، في ولاية جيجل في الجزائر. بني بين عامي 2010 و 2018، بارتفاع 115 م، وهو خامس أكبر سد في الجزائر بسعة 294 مليون م3.

## التاريخ
بنى التجمع الأوروبي للمصالح الاقتصادية (EEIG) المشكل من شركتي رازيل-بيك (فرنسا) و CME DiRavenna (إيطاليا) سد تبلوط بين عامي 2010 و 2018.

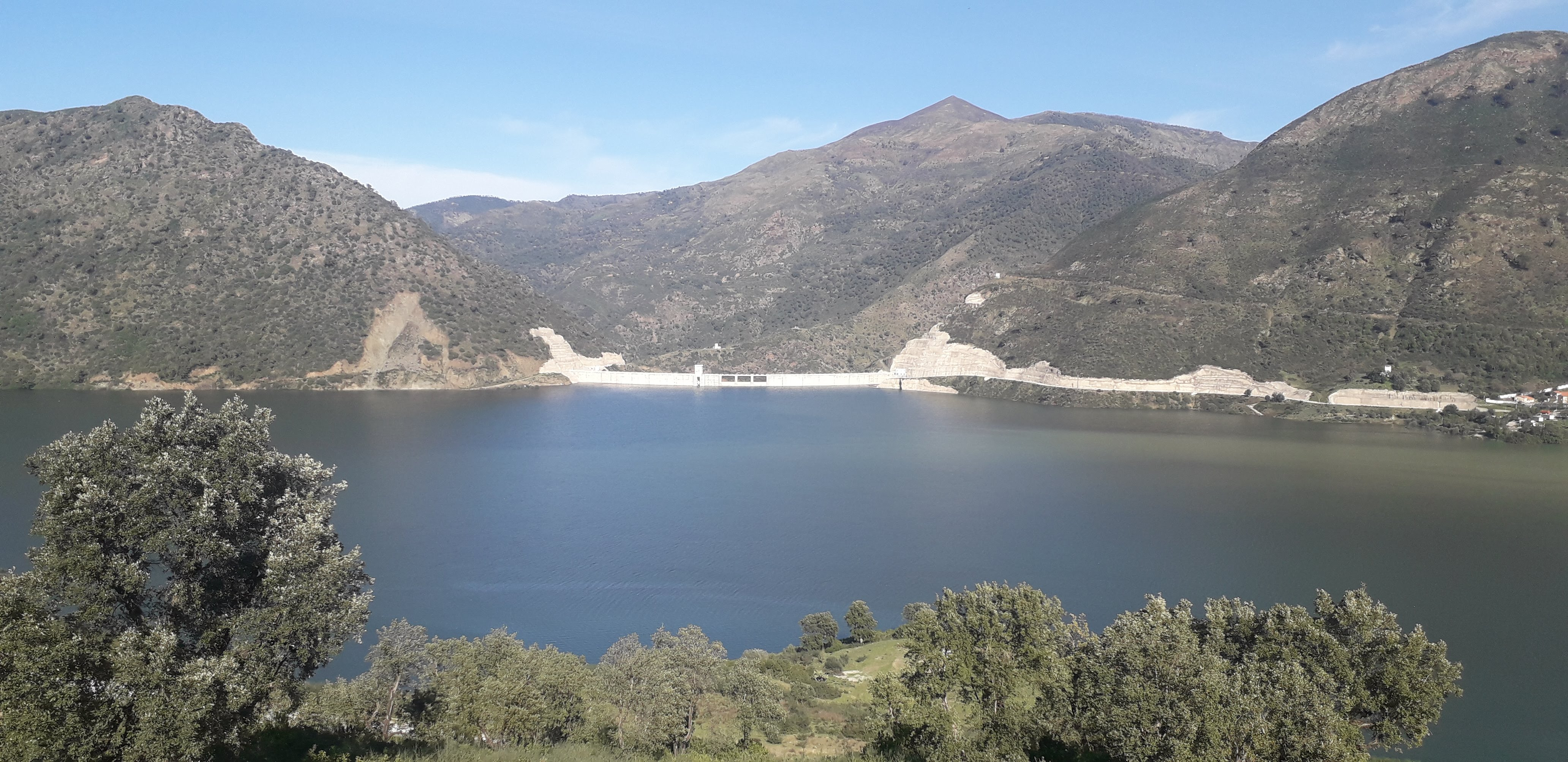
قبل أول إمتلاء

## الوصف
سد تابلوط هو أحد السدود النادرة من النوع المقوس من الخرسانة المضغوطة (BCR)، بارتفاع 115 متر، وطول القمة 392 متر، وبقدرة تخزينية قدرها 294 مليون م3 من المياه. وهو جزء من النظام «الشرقي» لتحويل المياه نحو الهضاب العليا، حيث أن هذا النظام يشمل 42 كلم من القنوات بأقطار مختلفة إضافة إلى عدة منشآت وتجهيزات وسيطة منها رواق.

## الغرض
بعد الانتهاء التام من مشروع سد تبلوط، تقوم المؤسسة الجزائرية للمياه، بربط بلديات جيملة وبودريعة بن ياجيس وتاكسنة ووجانة والشحنة والشقفة لتزويدها بماء الشروب.
سوف يُحول ما مقداره 189 مليون متر مكعب من المياه نحو سد ذراع الديس بولاية سطيف من أجل سقي حوالي 20 ألف هكتار وتموين 16 بلدية بهذه الولاية بمياه الشرب. وهو ما يعادل تموين ما مجموعه مليون نسمة.